# Salvador Dalí Museum
El Salvador Dalí Museum és un museu d'art situat al centre de la ciutat de Saint Petersburg, Florida, als Estats Units. Allotja la col·lecció més gran de pintures de Salvador Dalí fora del continent europeu, i el 2014 fou distingit amb el Premi Nacional de Cultura.

## Història
Abans que contraguessin matrimoni el 1942, la parella conformada per Albert Reynolds Morse i Eleanor Morse van assistir a una retrospectiva de l'obra de Dalí al Museu d'Art de Cleveland. Després que quedessin intrigats per la temàtica del pintor català i impressionats per la seva habilitat artística, van decidir comprar un any després la seva primera obra titulada Aranya de la nit... esperança, durant el període que Dalí i Gala visqueren als Estats Units. La compra va marcar l'inici d'una relació de patronatge i amistat de quaranta anys amb Dalí i va resultar en una exhaustiva col·lecció de pintures de l'artista.
El 1965 els Morse van deixar dues-centes obres de la seva col·lecció perquè es realitzés una anàlisi de l'artista i, en aquell moment, es van adonar que després de col·leccionar pintures de Dalí durant vint-i-cinc anys havien generat una petita retrospectiva del pintor que necessitava un lloc permanent per ser exposat. Unit a això hi havia el temor de la parella que les obres que havien col·leccionat amb tanta cura es dispersessin després de la seva mort, la qual cosa va fer que es plantegessin la idea d'establir un museu. Fins a l'any 1971 les obres es van exhibir en la seva residència privada a Cleveland, Ohio. Aquell mateix any la parella va obrir un museu adjacent a la seva oficina a Beachwood, Ohio, i la inauguració d'obertura va ser presidida per Dalí. Al final de la dècada, i amb un aclaparador nombre de visitants, els Morse van decidir buscar una nova ubicació per a la seva col·lecció. Després d'una recerca que va cridar l'atenció nacional es va triar una bodega marítima abandonada a la costa de Saint Petersburg, a Florida, que va ser rehabilitada per allotjar l'obra de Dalí. El museu va obrir les portes el 10 de març de 1982.
A mitjan 2008 es va anunciar una nova ubicació per al museu de Dalí, que va ser inaugurat de nou l'11 de gener de 2011. El nou edifici va ser dissenyat per la firma arquitectònica Hok i va ser construït davant el mar i al costat del teatre Mahaffey Theater. Una part de l'exterior de l'edifici està compost per una gran claraboia de vidres que marca l'ingrés al museu.

## Obres
La col·lecció d'obres del museu inclou noranta-sis olis, al voltant de cent aquarel·les i dibuixos, fotografies, escultures i objectes d'art. Allotja set de les divuit obres mestres de Dalí com El torero al·lucinogen i El descobriment d'Amèrica per Cristòfor Colom. El museu rep anualment al voltant de 200.000 turistes de totes parts del món i és una parada essencial per als estudiosos de l'obra de Dalí. Després del Teatre-Museu Dalí de Figueres —creat pel mateix Dalí—, el Salvador Dalí Museum de Saint Petersburg té la segona col·lecció de dalís més grans del món.